# Хаджи-Мурат (повесть)
«Хаджи́-Мура́т» — повесть Льва Толстого, написанная в конце 1890-х — начале 1900-х и опубликованная в 1912 году, после смерти писателя. Главный герой повести — реальное историческое лицо, Хаджи-Мурат, наиб Шамиля, в 1851 году перешедший на сторону русских, а в следующем году погибший при попытке бежать в горы.
«Хаджи-Мурат» — описание реального военного конфликта между Российской империей и Северо-Кавказским имаматом, представленного глазами разных людей: с передовой и из столицы. Как и в романе-эпопее «Война и мир», история повести разворачивается на фоне исторических событий, где автор раскрывает внутренний мир, эмоциональное состояние, страхи и желания участников происходящего — героев произведения.

## Сюжет
...Я принялся срывать цветок! Но это было

очень трудно...стебель кололся со всех

сторон, даже через платок...он был страшно

крепок... Впереди я узнал в кустике такого же

«татарина», которого цветок я напрасно

сорвал и бросил.

...Кустик был переехан колесом... после под-

нялся... стоял боком, но все-таки стоял.

«Экая энергия! — подумал я — ...Всё не сдаётся!»
Рассказчик идёт мимо вспаханного поля и видит репейник, по которому проехалось колесо, но изломанное растение всё же стоит, в отличие от множества других погибших растений. Глядя на репейник рассказчик вспоминает историю Хаджи-Мурата.
Хаджи-Мурат, аварец, один из сподвижников имама Шамиля, приезжает в немирный чеченский аул Махкет и останавливается у чеченца Садо. На следующий день Хаджи-Мурат и пять его нукеров (аварцы и чеченец) переходят к русским. С помощью русских Хаджи-Мурат рассчитывает победить Шамиля и освободить свою семью, которую Шамиль держит в заложниках.
Главнокомандующий русскими войсками Михаил Воронцов и его жена тепло принимают Хаджи-Мурата и обмениваются с ним подарками. Хаджи-Мурат пользуется уважением военных, хотя они ему не доверяют и его положение близко к положению пленника. Воронцов присылает к Хаджи-Мурату своего адъютанта Лорис-Меликова, который записывает историю его жизни. Военный министр Чернышёв недолюбливает Воронцова. На аудиенции у царя он пытается выставить в дурном свете распоряжения Воронцова, предлагая перевести Хаджи-Мурата в Россию. Но жестокий и самовлюблённый Николай I, находящийся в этот день в дурном настроении, разгадывает намерение Чернышева и соглашается с решением Воронцова оставить Хаджи-Мурата на Кавказе.   
Шамиль приезжает в аул Ведено и, разбирая дела, решает выманить Хаджи-Мурата к себе и убить, угрожая ослепить его сына и отдать по аулам мать и жену. Хаджи-Мурат умоляет Воронцова выменять на пленных его семью, но Воронцов тянет с решением, а пока по просьбе Хаджи-Мурата переводит его в город Нуху. Хаджи-Мурат решается бежать в горы и, собрав верных людей, атаковать Ведено и вызволить семью. На прогулке Хаджи-Мурат и его нукеры внезапно нападают и истребляют казачий конвой. Комендант крепости поднимает на ноги всех казаков и горских милиционеров. Хаджи-Мурат съезжает с дороги, рассчитывая сбить погоню со следа, но лошади вязнут на раскисшем рисовом поле. Хаджи-Мурат укрывается в роще, чтобы дать отдых лошадям, но его случайно находит отряд Карганова. Хаджи-Мурат и его люди окапываются и принимают бой. К сотне Карганова подходят две сотни милиционеров Гаджи-Аги. Умирающий Хаджи-Мурат всё же находит силы, встаёт и бросается на врагов. Гаджи-Ага отрубает ему голову, её возят и показывают по укреплениям и аулам.

## История создания

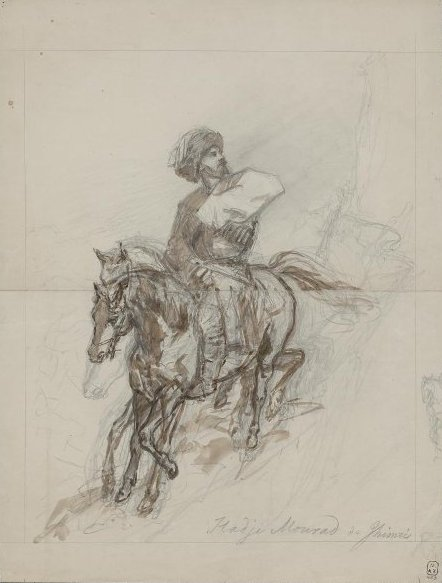
Хаджи-Мурат. Художник Григорий Гагарин, 1850-е годы

В молодости Л. Н. Толстой находился на военной службе на Кавказе, где впервые в двадцатитрёхлетнем возрасте услышал историю о Хаджи-Мурате. Тем не менее ни в дневниках, ни в письмах того времени автор не упоминал никаких сведений о его личности. По словам биографа писателя А. П. Сергеенко, этот факт служит доказательством того, что Толстой и Хаджи-Мурат не были знакомы лично. По прошествии многих лет автор вспомнил Хаджи-Мурата благодаря чтению «Сборника сведений о кавказских горцах» и частым беседам о его личности с военным историком Кавказа А. Л. Зиссерманом.
Работу над повестью «Хаджи-Мурат» автор начал уже в стадии зрелости своего литературного творчества в 1896 году. На протяжении десятилетий автор накапливал и отбирал жизненные и исторические материалы, составляющие основу произведения. Этнографические заметки Кавказа преображались в правдивые произведения: «Рубка леса», «Набег», «Казаки», «Кавказский пленник», которые, по словам советского литературоведа В. А. Мануйлова, свидетельствуют о том, что кавказская тема была близка Толстому. Новое обращение к идее кавказской войны потребовало значительного напряжения творческих сил писателя. Для создания «Хаджи-Мурата» автор выполнил большой объём исследовательской работы: освоил более 172 источников. В них входили следующие труды: многотомный «Сборник сведений о кавказских горцах», «Плен у Шамиля» Евграфа Вердеревского, «Двадцать пять лет на Кавказе» Арнольда Зиссермана⁠, «Воспоминания» Владимира Полторацкого⁠, «Император Николай Первый. Его жизнь и царствование» Николая Шильдера, мемуары об императоре, подготовленные художницей Екатериной Юнге по просьбе автора.
Толстой написал шесть набросков «Хаджи-Мурата», первый из которых датируется 1896 годом, а последний — декабрём 1904 года. В черновых рукописях замечено 23 различных начала, 10 версий работ, написанных от начала до конца, насчитывается 2152 черновые страницы, тогда как в окончательном виде повесть занимает всего 250 писаных страниц. В творческом процессе создания одни действующие лица принимали облик других персонажей. Писатель добавлял, изменял и выбрасывал значимые сцены и эпизоды, нарушавшие целостность и логику повествования. Он одновременно разрабатывал несколько вариантов текста, создавал новые версии, пробуя развивать то одну, то другую редакции. По словам Мануйлова, особый интерес вызывает автобиографическая повесть в десяти главах, написанная в 1902 году и отличающаяся от дошедшего до читателей варианта. В этой версии жизнь Хаджи-Мурата изображается с самого начала, в ней много описания быта горцев и их сражений с русскими. Одна из сцен — проведение сквозь строй — в другом виде легла в основу рассказа «После бала».
Все произведения Толстого проходили схожие этапы творческого процесса написания: сначала зарождение сюжета на основе «особенно сильного», «пережитого чувства», затем множество пробных набросков и эскизов, поиск необходимой формы, сюжета и образов, кропотливый исследовательский труд, кризис и апогеи творчества, завершение произведения, способствующее спаду вдохновения. «Хаджи-Мурат» отчетливо иллюстрирует пример прохождения всех этих этапов.

## История публикации

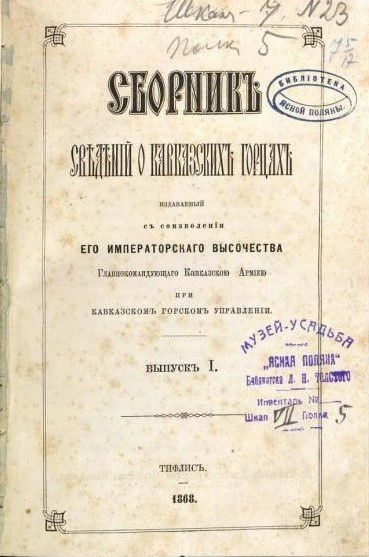
Сборник служил Толстому при его работе над повестью "Хаджи-Мурат"(экземпляр с многочисленными следами чтения: отчёркивания, пометы, закладки), 1868 год

Повесть «Хаджи-Мурат» входила в ряд неизданных работ Л. Н. Толстого и вышла в свет в 1912 году. Еще не написав произведение, автор принял решение не публиковать повесть при жизни.
После смерти Толстого В. Г. Чертков, близкий друг и последователь автора, вместе с Павлом Буланже, русским писателем и мемуаристом, подготовили⁠ трёхтомное издание «Посмертных художественных произведений Л. Н. Толстого», в которое входила повесть «Хаджи-Мурат». В связи с отменой «предварительной цензуры» в 1905 года Чертков предпочёл самостоятельно предоставить книги властям для предварительного ознакомления, чтобы избежать конфискации после публикации.
Утверждение работы было передано А. В. Бельгарду — начальнику Главного управления по делам печати. «Посмертные произведения», в том числе «Хаджи-Мурат», не избежали цензурных ограничений. В частности, глава о Николае I — композиционная кульминация, являющейся наиболее значимой для автора, была сильно урезана в соответствии с требованием цензуры. По мнению Бельгарда, в ней «император Николай I подвергается недопустимым, крайне грубым и оскорбительным для его памяти нападкам». В главе XVII была напечатана лишь начальная строка: «Аул, разорённый набегом, был тот самый, в котором Хаджи-Мурат провёл ночь перед выходом своим к русским». Остальной текст был заменен тремя строчками точек.
Повесть без цензурных правок была опубликована В. Г. Чертковым в 1912 году в русском издательстве И. П. Ладыжникова в Берлине. Редакции — русская и берлинская — издавали единые версии текстов, подготовленные к печати Буланже, которые были далеки от первоначальных рукописей. Только в 1950 году в 35-м томе полного собрания сочинений Толстого вышел в свет вариант произведения, отредактированный по всем автографам автора: были изменены как неточности переписчиков, так и описки автора. В частности, основные изменения связаны с главами XI и XXIII, в которых описывается ранее детство Хаджи-Мурата. Переписчица не заметила отчеркивающего знака, сделанного Толстым карандашом в рукописи № 58, поэтому записи из главы XI не были исключены и фрагменты в эпизодах повторяются. Только в крайних изданиях читатель встречает этот текст исключительно в XXIII главе.

## Реакция общества
Первоначально повесть «Хаджи-Мурат» не была тепло принята обществом и критикой. Многие сцены и авторские концепции оказались непонятыми. Толстой открыто указывал на изъяны правосудия и разоблачал истинную природу верховного аппарата. Василий Розанов считал, что последние работы Л. Н. Толстого «плохи», а А. С. Суворин вовсе отмечал: «Даже Хаджи-Мурат. Против „Капитанской дочки“ чего же это стоит. Г…».
Иное восприятие произведения сформировалось позднее. Американский литературный критик Гарольд Блум высказывался о произведении следующим образом: «Это мой личный эталон возвышенного в художественной прозе, на мой вкус — лучшая повесть на свете, во всяком случае, лучшая из всех, что я когда-либо читал». Многие публицисты считали, что в крайней повести художественный потенциал Л. Н. Толстого раскрывается с особой глубинной и интеллектуальной значимостью. По словам П. Д. Святополка-Мирского, в ней писатель «достигает наибольшей высоты». Марк Алданов сказал Ивану Бунину: «Великая русская литература… кончилась на „Хаджи-Мурате“».
Как отмечает в 2024 году Анастасия Эдель: "Здесь превосходное письмо Толстого не обременено сюжетными или характерными изгибами. Это честное и потому глубоко тревожное произведение".

## Постановки
- «Хаджи-Мурат» (1934), Кумыкский театр (в то время в Буйнакске). Режиссёр Г. Алиев, в гл. роли Амир Курбанов.
- «Хаджи-Мурат» (2012), моноспектакль. Режиссёр и исполнитель заслуженный артист России, актёр Большого драматического театра имени Г. А. Товстоногова Михаил Морозов.
- «Хаджи Мурат» (2014), Аварский театр им. Г. Цадасы (Махачкала).
- «Хаджи Мурат» (2015), Тбилисский академический театр имени К. Марджанишвили. Режиссёр народной артист Грузии Гайоз Жордания, в главной роли Паата Инаури.
- «Хаджи Мурат» (2016), Азербайджанский государственный академический национальный драматический театр. Режиссёр Азер Паша Неймат, в главной роли народный артист Азербайджана Фуад Поладов.

## Экранизации
- «Белый дьявол» / Der weiße Teufel (1930), Германия, берлинские студии УФА. Реж. Александр Волков, в гл. роли Иван Мозжухин.
- «Хаджи-Мурат — Белый Дьявол» (Agi Murad il diavolo bianco) (1959), Италия, Югославия. Режиссёр Риккардо Фреда, в гл. роли Стив Ривз.
- «Хаджи-Мурат» (1968), Турция. В главной роли Джюнейт Аркын (Cüneyt Arkın).
- В 1966 году фильм «Хаджи-Мурат» пытался поставить Георгий Данелия, был уже готов сценарий, написанный Расулом Гамзатовым, но фильм не дали поставить. На рукописи сценария имеется надпись Гамзатова:

Лихой наиб, в отчаянном бою

Давно срубили голову твою.

Покоится близ отчего предела,

В могиле обезглавленное тело.
Но почему, хоть ты погиб давно,

Тебя еще боится Госкино? 
- «Хаджи-Мурат» / Kahdzhi Murat, Грузия, 1996, режиссёр Георгий Шенгелия[18]
- Наконец, в 2017 году режиссёром Вадимом Дубровицким был снят российский фильм «Хаджи-Мурат»

## Переводы
- Tolstoj L. Ꜧaža-Murd (ингуш.) / Taržam: Malsag n. O.; Texred: Shadiev Ar. — Buru: Serdalo—Krajnacizdat, 1931. — 21 с. — 3000 экз.
- Leo Tolstoy. Haji Murat. Penterjemah Victor Pogadaev. Suntingan dan pengantar Anwar Ridhwan, Ph.D. Kuala Lumpur: Dewan Bahasa dan Pustaka, 2001 (cetakan kedua 2006)
- Leo Tolstoy. Hadji Murat. Translated by Hugh Aplin. London: Hesperus Classics, 2003.
- Leo Tolstoy. Hadji Murat. Laura Andresco (translator), Irene Andresco (translator). Madrid: Ediciones Catedra, 2005.
- Leo Tolstoy. Hadji Murad. Translated by Aylmer Maude. New York: Cosimo Classics, 2006.
- Leo Tolstoy. Hadji Murat. Translators: Richard Pevear, Larissa Volokhonsky. New York: Vintage Classics Paperback, 2012.
- Lev Tolstoi. Khadjí-Murat. Traductores del rus al català: Victòria Izquierdo i Àngels Margarit. Barcelona: Edicions Destino/Universitat Pompeu Fabra , 1996.